# کارلو زوتی
کارلو زوتی (انگلیسی: Carlo Zotti؛ زادهٔ ۳ سپتامبر ۱۹۸۲) بازیکن فوتبال اهل ایتالیا است.
وی همچنین برندهٔ جوایزی همچون نشان شایستگی جمهوری ایتالیا شده‌است.
از باشگاه‌هایی که در آن بازی کرده‌است می‌توان به باشگاه فوتبال آسکولی، باشگاه فوتبال آ.اس. رم، باشگاه فوتبال چیتادلا، باشگاه فوتبال سمپدوریا، و باشگاه فوتبال پالرمو اشاره کرد.
وی همچنین در تیم‌های ملی فوتبال زیر ۱۷ سال ایتالیا و زیر ۲۱ سال ایتالیا بازی کرده‌است.